# Lubuk Tunjung
Lubuk Tunjung is een bestuurslaag in het regentschap Rejang Lebong van de provincie Bengkulu, Indonesië. Lubuk Tunjung telt 429 inwoners (volkstelling 2010).